# Neoleptoneta chisosea
Neoleptoneta chisosea là một loài nhện trong họ Leptonetidae.
Loài này thuộc chi Neoleptoneta. Neoleptoneta chisosea được Willis J. Gertsch miêu tả năm 1974.